# The Terminator: SkyNET
The Terminator: SkyNET (с англ. — «Терминатор: Скайнет») — компьютерная игра, основанная на серии фильмов о «Терминаторе». Была задумка сделать её как дополнение к The Terminator: Future Shock, но было решено выпустить как отдельную игру. Игру разработала американская компания Bethesda Softworks.

## Сюжет
В игре представлено восемь различных уровней, в которых от игрока требуется решить ряд задач, прежде чем переходить на новый уровень, уничтожая враждебных терминаторов с помощью всеобразных орудий. Другое препятствие на уровнях - это суровая местность, так как многие области сильно заражены радиацией. Чтобы игрок мог переносить облучение, ему даётся специальное снаряжение. В игре есть три способа передвижения по уровням: 1) пешком; 2) на боевом транспорте; 3) на истребителе «НК» (модифицированный летающий робот-терминатор). Перед новой миссией игрок проходит инструктаж в каждом игровом видеоролике.
Terminator: SkyNET имеет режим Deathmatch, который позволяет играть на нескольких картах, на выбор играя либо за человека, либо за терминатора. Игроки, выбравшие управление за человека, могут передвигаться бесшумно, но они слишком слабы и используют только лёгкое оружие. Терминаторы двигаются медленно, издают шум металла, но они устойчивы к сильному урону и могут использоваться тяжёлое оружие.

## Разработка
Terminator: SkyNET работает на движке XnGine. В игре используются текстурированные полигоны для отображения текстур и врагов, многие предметы, оружие и декор уровней по-прежнему используются старые технологии спрайтов. Игра по продажам стала золотой 11 ноября 1996 года.

## Оценки
| Иноязычные издания | Иноязычные издания |
| Издание            | Оценка             |
| ------------------ | ------------------ |
| GamePro            | 4,8/10             |
| Next Generation    | 5,5/10             |

Next Generation дала игре 5 из 5 звёзд. Обозреватель из Next Generation сказал, что игра стала лучше Terminator: Future Shock, сделав в ней «SVGA-графику высокого разрешения, добавив многопользовательский режим с картами, специально для Deathmatch, а также с сюжетной линией. В заключении было сказано: «Красивая графика игры в сочетании с новым движком может сделать Terminator: SkyNET лучшим шутером от первого лица в новом году». Обозреватель из GamePro отметил, что режим высокого разрешения работает не стабильно даже на мощных ПК, но всё же в заключении сказал следующее: «Игра по насыщенности сюжета походит на Final Doom или тот же Duke Nukem 3D, в Terminator: SkyNET вы на часы погрузитесь в грядущий апокалипсис».